# مارسيل ديتيان
مارسيل ديتيان (11 أكتوبر 1935 في لييج ، بلجيكا - 21 مارس 2019 في نيمور ، فرنسا)  كان مؤرخًا بلجيكيًا ومتخصصًا في دراسة اليونان القديمة . كان أستاذاً في جامعة جونز هوبكنز ، حيث شغل كرسي باسل لانو جيلدرسليف في الكلاسيكيات .
جنبا إلى جنب مع جان بيير فيرنانت و بيير فيدال ناكيه ، سعى ديتيان إلى تطبيق نهج أنثروبولوجي ، مسترشد ببنيوية كلود ليفي شتراوس ، على اليونان الكلاسيكية والقديمة.